# Patrick Labbé
Pour les articles homonymes, voir Labbé.
Patrick Labbé est un acteur québécois  né le 27 juillet 1970 à Montréal, au Québec (Canada).

## Biographie
Fondateur du Camp des artistes.

## Filmographie

### Cinéma
- 1992 : Coyote : Chomi
- 1997 : Les Boys : Mario Painchaud
- 1998 : Les Boys 2 : Mario Painchaud
- 1998 : Hasards ou Coïncidences : Michel Bonhomme
- 2000 : Les Muses orphelines : Rémi
- 2001 : Les Boys 3 : Mario Painchaud
- 2001 : Ne dis rien : Michel
- 2001 : La Forteresse suspendue : Luc Chicoine
- 2002 : La Mystérieuse mademoiselle C. : Charles Laforest
- 2004 : L'Espérance : Jules Marin / Jacques Martel
- 2004 : Ma vie en cinémascope : Yvon Robert
- 2005 : Les Boys 4 : Mario Painchaud
- 2011 : Starbuck de Ken Scott : Maître Chamberland
- 2013 : Il était une fois les Boys :  le prof Tanguay
- 2020 : Les Vieux Chums de Claude Gagnon : Pierre « Pierrot » Joyal

### Télévision
- 1987 : Rock : Rock Dubrowski
- 1987-1989 : La Maison Deschênes : Nicolas
- 1989 : Lance et compte : Sauvons le National : Hugo Lambert
- 1989-1991 : Graffiti : Bernard
- 1990 : Les Filles de Caleb : Télesphore Pronovost
- 1991-1994 : Chambres en ville : Olivier Séguin
- 1991 : Lance et compte : Le Moment de vérité : Hugo Lambert
- 1995 : 10-07 : L'Affaire Zeus : Tom Saint-Mars
- 1996 : Virginie : Gary Lamothe
- 1996 : 10-07 : L'Affaire Kafka : Tom Saint-Mars
- 1998 : The Worst Witch : Serge Dubois
- 1999 : Le Polock : Gaston Langlois
- 2000 : Haute Surveillance : Jo Gravel
- 2001 : La Vie, la vie : Simon
- 2005 : Cover Girl : Patrice Carrier
- 2005-2007 : Nos étés : Wilbrod Belzile
- 2005 : Les Ex : Alex Fortin
- 2005 : Trudeau II: Maverick in the Making : Jean Marchand
- 2006 : Octobre 1970 :  Julien Giguère
- 2007 : Durham County : Tom
- 2007 : Annie et ses hommes : Daniel
- 2007 : Dead Zone : Lorenzo
- 2007-2012 : Les Boys :  Mario Painchaud
- 2009 : Yamaska :  Étienne
- 2010 : Mirador : Philippe
- 2013 : 30 vies : Antoine Landry
- 2015 : Quantico : Agent Jordan Kent
- 2016-2020 : District 31 : Laurent Cloutier
- 2020 : Transplant : Thomas Mitchell
- 2021 : Virage : Philippe, l'entraineur
- 2022- ... : Stat : Philippe Dupéré
- 2022- ... : Classé secret : Émile Darcy
- 2023 : Alertes : « Black Bird » Bouchard

## Récompenses et nominations

### Récompenses
- Métrostar 2002: meilleur acteur dramatique téléroman pour La Vie, la vie

### Nominations
- Gémeaux : meilleur acteur série télé : La Vie, la vie
- Gémeaux : meilleur acteur de soutien : Nos étés